# Sinfonía n.º 3 (Sibelius)

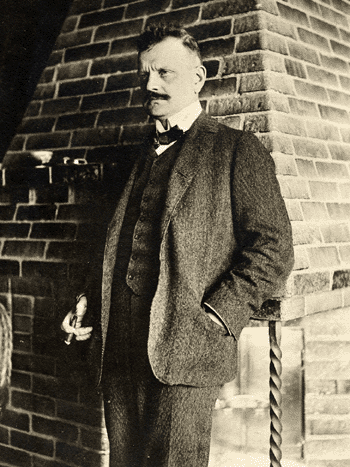
Sibelius en Ainola en 1907.

La Sinfonía n.º 3 en do mayor, Op. 52 fue compuesta por Jean Sibelius en 1907. La partitura está dedicada a Granville Bantock.

## Historia

### Composición
La composición de este opus tuvo lugar en 1907. La reputación de Jean Sibelius descansa más directamente sobre los hombros de su música orquestal que la de casi cualquier otro compositor importante. Es sin duda uno de los compositores sinfónicos más importantes surgidos en la era posterior a Beethoven, y sin embargo no se puede hacer una afirmación general en la que se resuman de forma concisa sus siete ensayos en esta forma. Aunque sus técnicas altamente individuales de desarrollo e interconexión motívica están presentes, hasta cierto punto, en el par de sinfonías populares y descaradamente exuberantes con las que comenzó sus exploraciones de la forma sinfónica, podría decirse que es con la Sinfonía n.º 3 cuando los poderes de Sibelius se despliegan por primera vez en todo su esplendor. En palabras de Osmo Vänskä, «En la Tercera sinfonía Sibelius se encuentra en una encrucijada. Tras una salvaje Primera y el patetismo de la Segunda descubrió algo nuevo: un tipo de claridad que recuerda a la escuela vienesa clásica. La número tres no siempre es apreciada, pero yo le tengo mucho cariño».
A veces se hace referencia a esta composición como la Sinfonía "inglesa", debido al largo viaje de Sibelius a Gran Bretaña a finales de 1905, que al parecer afectó en cierta medida a los contornos de la obra aún en gestación. Se trata de una obra cuyas escasas texturas, orquestación y dimensiones siguen desconcertando a los oyentes cuya familiaridad con el compositor proviene de la Sinfonía n.º 2, más gruesa y épica.

### Estreno y publicación
El estreno de la obra se celebró el 25 de septiembre de 1907 en Helsinki con la interpretación de la Sociedad Filarmónica de Helsinki dirigida por el compositor. En el mismo concierto también se estrenó su suite de música incidental para El festín de Belsasar, Op. 51.
La primera edición de la sinfonía fue llevada a cabo en 1907 por el editor Robert Lienau en su imprenta Schlesinger en Berlín. La obra está dedicada al compositor británico Granville Bantock, que promocionaba la música de Sibelius en Gran Bretaña.

## Instrumentación
La partitura está escrita para una orquesta formada por:
- Viento madera: 2 flautas, 2 oboes, 2 clarinetes en si y la, 2 fagotes.
- Viento metal: 4 trompas en fa, 2 trompetas en si bemol, 3 trombones.
- Percusión: timbales.
- Cuerda: una sección de cuerdas con violines I y II, violas, violonchelos y contrabajos.

## Estructura y análisis
La sinfonía consta de tres movimientos:
- I. Allegro moderato, en do mayor 4
4
- II. Andantino con moto, quasi allegretto, en sol sostenido menor  6
4
- III. Moderato 6
8 – Allegro ma non tanto, en do mayor 4
4

La interpretación de esta obra dura aproximadamente 30 minutos. Esta obra representa un punto de inflexión en la producción sinfónica de Sibelius, situada entre la intensidad romántica y patriótica de sus dos primeras sinfonías (n.º 1, n.º 2) y la complejidad más austera de sus últimas sinfonías. La Sinfonía n.º 3 es una pieza afable, triunfal y de sonido engañosamente simple. Muestra un deseo claro, casi clasicista, de contener la mayor cantidad de material musical en el menor número posible de figuras melódicas, armonías y duraciones. Esta economía musical es más evidente en el primer movimiento, casi reminiscente de Beethoven en su secciones claras y limpiamente desarrolladas. 

### I.Allegro moderato
El primer movimiento, Allegro moderato, está escrito en la tonalidad de do mayor y en compás de 4/4. Arranca con una enérgica y llamativa declaración rítmica de las cuerdas graves. El tema principal es en realidad un surtido de fragmentos motívicos relacionados (pero en este punto todavía desconectados): la idea inicial en violonchelos y contrabajos, una siguiente melodía ágil de las maderas, una figura con puntillo en los violines y una noble idea en tresillos presentada por primera vez por las trompas y las maderas cuando el pasaje inicial alcanza su clímax. Sibelius hace un repentino y dramático cambio a si menor para abordar el material temático secundario. No obstante, esta bella melodía para violonchelo pronto se desintegra en semicorcheas correteantes que derivan de la alegre melodía de las maderas antes mencionada. Sibelius solapa con astucia el desarrollo y la recapitulación. Ahora, tras una presentación ligeramente extendida del grupo motívico inicial, el segundo tema se interpreta en mi menor sobre un fondo de maderas áspero y en fortissimo. Una vez más las semicorcheas correteantes se suceden, pero antes de que tengan la oportunidad de tomar el control por completo, Sibelius realiza otra transición insólita, esta vez hacia una noble coda.
Tras el tema principal, los metales y el resto de cuerdas entran en escena. El tritono do–fa sostenido, que juega un papel importante tanto en esta como en la siguiente sinfonía, está claramente articulado y se enfatiza ya al comienzo del compás 15 a través de un rinforzando.
Un solo de flauta cadencioso casi de estilo popular da paso a una triunfante toque de trompas sobre un acompañamiento ligero en las cuerdas en el primer de los tres principales clímax del primer movimiento.
Después oleada sonora, la apacible serenidad del principio regresa a los violonchelos, una vez más, pero esta vez de una forma más vulnerable y sostenuto en la tonalidad lejana de si menor.
A partir de este punto, la música se calma suavemente. Entonces una sucesión de intervenciones por parte de los distintos instrumentos de viento madera repiten la segunda melodía del segundo violonchelo sobre suaves escalas en las cuerdas, que en repetidas ocasiones recuerdan el comienzo del movimiento. La tensión crece y finalmente explota volviendo al tema de apertura, subrayada por los timbales, y los violines revolotean sobre una vibrante coral en los metales y maderas y pizzicati a contratiempo en los violonchelos. El tema de la flauta regresa de nuevo y el tema del segundo violonchelo regresa con toda la orquesta; la sección de cuerdas toca el tema principal mientras timbales y maderas proporcionan el material rítmico, mientras más corales en los metales son sostenidos a lo largo de la sección. 
La música se relaja de nuevo. Pero esta vez, antes de apagarse por completo, una coral gloriosa de flauta y trompa rememoran los últimos temas, antes de dar paso al cierre del movimiento de una forma que es brillante por su sencillez. Dos cadencias plagales o de «Amén» en mi menor (un acorde de la menor seguido de un acorde de mi menor), que, debido a que no hay un fa en dichos acordes, deja sin resolver la dicotomía fa–fa♯ (establecida por el tritono do–fa♯ cerca del inicio de la sinfonía).
Esta dicotomía finalmente se resuelve, al menos por el momento, con una cadencia plagal en do (fa mayor y luego do mayor).

### II.Andantino con moto, quasi allegretto
El segundo movimiento, Andantino con moto, quasi allegretto, está en sol sostenido menor y en compás de 6/4. El comienzo es un nocturno, un movimiento de claridad y austeridad romántica, aparentemente contradictorio, pero muy accesible. La primera sección parece casi un vals que huye de la oscuridad anterior, pero, de forma contenida, la música se abstiene de alegrarse mucho. Se inicia con una melodía de danza, suave y fragmentada, presentada en primer lugar por las flautas con bastante timidez (pianissimo dolce), es perfecta en su mezcla de elegancia y melancolía. A medida que este tema se desarrolla, el compositor hace un uso eficaz de una breve figura de conexión en los clarinetes y de una atractiva rítmica en cruz. La elaborada repetición de todo este material desemboca en un lúgubre final en sol sostenido menor que prepara el camino para una esquizofrénica sección central.
Los críticos no se ponen de acuerdo sobre la estructura de este movimiento. Sin embargo las cuatro apariciones del tema con su desarrollo posterior da pie a una especie de rondó. Tras una larga introducción, un breve momento de ligereza da paso a la sección de cuerdas con el tema principal, con intervenciones maestras de las maderas y las trompas. La música adquiere velocidad hasta el final con pizzicati de los violonchelos en moto perpetuo y termina con algunos acordes en las cuerdas y el vals de medianoche se detiene hasta parar en el que la melodía aún es perceptible. 

### III.Moderato – Allegro ma non tanto
El tercer y último movimiento, Moderato – Allegro ma non tanto, retoma la tonalidad inicial y el compás es 6/8 que luego pasa a 4/4. El Finale en realidad se trata de dos movimientos unidos en un único movimiento de cierre. Sibelius lo describió como «la cristalización del caos». El comienzo contiene material temático ya visto y nuevo aún por venir. No tiene precedentes desde el punto de vista formal: no puede describirse como ninguna de las formas estándar y, de hecho, parece desafiar en muchos aspectos incluso los principios en los que se basaban originalmente esas formas. Este enérgico movimiento tarda algún tiempo en ponerse en marcha, pasando primero por algunos pasajes scherzando de cuerda y una breve repetición de la melodía del segundo movimiento antes de llegar finalmente a las constantes corcheas del Allegro que conducirán el resto del movimiento. Tras un emocionante clímax en la bemol mayor, surge un tema nuevo y robusto en las cuerdas graves. Pronto esta idea se convierte en la dominante del conjunto, y apenas se presta atención a ningún otro material o, de hecho, salvo dos breves digresiones a mi menor, a ninguna tríada que no sea do mayor. El impulso motívico persiste hasta la conclusión.
 
Un scherzo tranquilo pero tenso irrumpe en una coral triunfante (con el llamativo tritono do-fa♯) que se repite en varias ocasiones.
La coda lleva el tema coral a un mayor desarrollo, hasta que al final la sinfonía concluye con un compendio de dicho tema sobre un acompañamiento fugaz en las cuerdas y escalas en los vientos. La pieza termina con una abrupta cadencia con un único acorde arpegiado en do mayor en los metales.

## Recepción de la obra
La obra causó cierto desconcierto tras sus primeras interpretaciones debido al cambio de estilo con respecto a sus dos sinfonías previas. Las reseñas del estreno de la sinfonía revelaron diferentes opiniones. El crítico del Helsingin Sanomat afirmó que el impacto directo de la obra era más débil que el de su Sinfonía n.º 1. Por su parte, otros críticos como Karl Flodin alabaron la obra:

«La sinfonía cumple todos los requisitos de una obra de arte sinfónica en el sentido moderno, pero al mismo tiempo es internamente nueva y revolucionaria: completamente sibeliana.»
—Karl Flodin, 1907.

La Sinfonía n.º 3 es, junto con la n.º 6, la menos interpretada de la producción sinfónica de Sibelius. Mientras que las dos primeras sinfonías podían ser ejecutadas de manera triunfante por una buena orquesta amateur, la tercera sinfonía, y sobre todo su movimiento final, requiere una orquesta de músicos virtuosos para sonar coherente. Por esta razón ha tendido a ser escasamente interpretada y también infravalorada.

## Discografía selecta
La primera grabación fue llevada a cabo en enero de 1934 por el director finlandés Robert Kajanus con la Orquesta Sinfónica de Londres para el sello HMV.